# João Penca e Seus Miquinhos Amestrados
João Penca e Seus Miquinhos Amestrados foi uma banda brasileira de rockabilly, doo-wop e surf music.

## História
A banda foi formada nos anos 70 por uma turma de amigos do Leblon, a maioria do mesmo prédio, inicialmente com o nome Zoo, se renomeando João Penca e seus Miquinhos Amestrados no início da década de 80, com o nome mais ridículo que conseguiram pensar e dentro do espírito irreverente que caracteriza o brasileiro e, em especial o carioca. Os músicos eram os vocalistas principais Selvagem Big Abreu (Sérgio Ricardo Abreu), Bob Gallo (Marcelo Ferreira Knudsen) e Avellar Love (Luiz Carlos de Avellar Júnior) mais Leo Jaime, Leandro Verdeal (ou Leandor), Cláudio Killer (Cláudio Knudsen, irmão de Bob Gallo, morreu em 1983 envenenado por gás no banheiro), Del Rosa, Guilherme Hully Gully e Mimi Erótico. Léo logo saiu para fazer carreira solo. Na época ele disse que a turma não levava a carreira a sério e ele estava a fim de tentar carreira porque precisava de dinheiro.  No ano de 1982 que eles surgiram para o estrelato acompanhando o cantor Eduardo Dussek. O bom humor era uma das características principais, bem como as roupas e topetes dos anos 50 (inspirados em astros do rockabilly e do rock and roll, como Elvis Presley e Chuck Berry).
Na época Eduardo Dussek estava numa fase rock com temas engraçados, daí os Miquinhos participaram de seu disco Cantando no Banheiro (de grande sucesso) e do disco seguinte, Brega Chique. Em 1983 lançaram o disco Os Maiores Sucessos de... (que na verdade não era uma coletânea) e depois mais 5 discos: Okay My Gay (1986), Além da Alienação (1988), Sucesso do Inconsciente (1989), Cem Anos de Rock ’n Roll (1991) e A Festa dos Micos (1993, coletânea, 1° CD da banda) – além de vários singles. Em 2000 saiu uma coletânea em CD da linha "Hot 20".
Algumas das músicas mais famosas da banda foram "Calúnias (Telma, Eu Não Sou Gay)", "Lágrimas de Crocodilo", "Romance em Alto Mar", "Matinê no Rian" (tema de abertura da novela O Sexo dos Anjos, 1989-1990), "Papa Umama", "S.O.S. Miquinhos" e "Popstar". A banda também criou a abertura do programa Milk Shake, que era apresentado por Angélica na extinta TV Manchete. Em 1996 o grupo gravou uma versão do Hino do Clube Atlético Mineiro para um CD que foi lançado pela revista Placar. Ao longo dos anos 80, fizeram parcerias com alguns cantores voltados pro público infantil, como Xuxa e Mara Maravilha, e também estrelaram o filme juvenil Lua de Cristal junto com Xuxa, Sérgio Mallandro e grande elenco.
Da segunda metade da década de 90 até meados de 2007 a banda esteve inativa, os membros seguiram suas carreiras pessoais e participaram de eventos isolados. Por volta de 2005, e por pouco tempo, Selvagem Big Abreu e Bob Gallo se juntaram à Otávio "Dôdo" Ferreira, Guilherme "Hully-Gully" Belletti e Arturo Marola (uma formação quase igual aos Miquinhos) para formar o grupo Os Pororocas. Paralelo a isto, Avellar Love chegou a formar a banda Gorillas Selvagens e outras aparições esporádicas, como em alguns eventos da Festa Ploc. Porém, em 2007, o grupo se reuniu e voltou a fazer shows. Chegaram a ter a música "Sol, Som, Surf e Sal" na novela Três Irmãs (2008-2009), que havia sido gravada anos antes mas nunca lançada. Em dezembro de 2008 fizeram um show no Circo Voador (Rio de Janeiro) de gravação do 1° DVD, mas poucas semanas depois a banda voltou a se desfazer e o projeto foi arquivado.
A última formação dos Miquinhos, além do famoso trio de intérpretes, contava com Dôdo Ferreira (baixo), Ricardinho Palmeira (vulgo "Cabelo" - guitarra) - estes dois eram músicos da banda no auge do sucesso -  e Sérgio Melo (bateria).

## Discografia

### Álbuns de estúdio
- 1983 - Os Maiores Sucessos de João Penca & Seus Miquinhos Amestrados
- 1986 - Okay My Gay
- 1988 - Além da Alienação
- 1989 - Sucesso do Inconsciente
- 1990 - Cem Anos de Rock 'n Roll

### Coletâneas
- 1993 - A Festa dos Micos
- 2000 - Hot 20